# Бутук Наталія Григорівна
Ната́лія Григо́рівна Буту́к (дівоче прізвище — Чухрій; нар. 10 січня 1961, Будеї, Кодимський район, Одеська область, УРСР) — українська поетеса. Закінчила філологічний факультет Одеського державного університету. Наталія Бутук працює учителькою української мови в Одеській спеціальній загальноосвітній школі-інтернаті № 93 для незрячих дітей. Автор поетичних збірок «Моя любове», «Акорди».

## Біографія
Народилася в сім’ї хліборобів. Змалку захоплювалася народними піснями, казками та віршами, які читала їй мати. Перша поетична спроба російською мовою датується десятирічним віком.
Перші публікації з’явилися у 1980 році в місцевій періодиці. У 1981 році вступила на українське відділення філологічного факультету Одеського державного університету ім. І. Мечникова. Під час навчання брала активну участь у діяльності університетської літературної студії. У 1982 році за добірку поезій, надрукованих у газеті «За наукові кадри», отримала другу премію.
На початку 1980-х років публікувалася під дівочим прізвищем Чухрій. З 1986 року працює вчителькою української мови та літератури.
З 1997 року брала участь у щорічному конкурсі «Південна ліра», де двічі ставала дипломанткою та двічі — лауреаткою. У 1999 році стала лауреаткою муніципального конкурсу імені Костянтина Паустовського, а в 2001 році — лауреаткою конкурсу «Золота лоза», присвяченого 95-річчю Семена Кірсанова.
Авторка чотирьох поетичних збірок та трьох книг вибраних творів і перекладів, виданих шрифтом Брайля. У 2011 році опубліковано її переклад «Шекспірових сонетів». Лауреатка конкурсу «Неспокій серця» (2011) та конкурсу «Мовне багатоголосся» (2012).
З березня 2003 року є членкинею Національної спілки письменників України.